# Beldringe Sogn
Beldringe Sogn 
ist eine Kirchspielsgemeinde (dän.: Sogn)
im Süden der Insel Sjælland im südlichen Dänemark.
Bis 1970 gehörte sie zur Harde Bårse Herred im damaligen Præstø Amt, danach zur Præstø Kommune im Storstrøms Amt, die im Zuge der  Kommunalreform zum 1. Januar 2007 in der Vordingborg Kommune in der Region Sjælland aufgegangen ist.
Im Kirchspiel leben 373 Einwohner (Stand: 1. Januar 2023).
Im Kirchspiel liegt die Kirche „Beldringe Kirke“.
Nachbargemeinden sind im Osten Præstø Sogn, Skibinge Sogn und Allerslev Sogn, im Südwesten Udby Sogn und im Nordwesten Bårse Sogn, ferner in der nördlich benachbarten Næstved Kommune Snesere Sogn.